# Синият е най-топлият цвят
„Синият е най-топлият цвят“ (на френски: La Vie d'Adèle – Chapitres 1 & 2) е френско-белгийско-испански игрален филм от 2013 година, еротична драма на режисьора Абделлатиф Кешиш по негов сценарий в съавторство с Галя Лакроа, базиран на графичния роман „Синьото е топъл цвят“ („Le bleu est une couleur chaude“, 2010) от Жули Маро.
Филмът печели най-голямата награда на фестивала в Кан – Златна палма, както и получава номинация за Златен глобус за най-добър чуждоезичен филм. Освен многото положителни реакции от страна на критиката, филмът получава и много критики, като повечето от тях са свързани с наличието на продължителни секс сцени, определяни от някои като порнографски.
В България филмът е показан за пръв път през ноември 2013 година на фестивала Киномания.

## Сюжет
Внимание:  Текстът по-долу разкрива сюжета на произведението (или части от него)!
Адел е гимназиална ученичка, която по време на случайна целувка със своя съученичка открива, че е привлечена от жени. Впоследствие се запознава с ексцентричната Ема, завършваща студентка художествена специалност, която е открита лесбийка. Двете преживяват бурен романс, изпълнен с много секс, по време на който Адел осъществява мечата си да стане детска учителка. Двете заживяват заедно, но впоследствие прекъсват връзката си по време на бурен скандал, след като Ема разбира, че Адел и е изневерявала с неин колега. Филмът завършва с емоционална среща между двете и посещение на Адел на една от изложбите на Ема, която има нова приятелка.